# Borsuký (Krémenets)
Borsuký (ucraniano: Борсуки́) es un municipio rural y pueblo de Ucrania, perteneciente al raión de Krémenets en la óblast de Ternópil.
En 2017, el municipio tenía una población de 4468 habitantes, de los cuales 966 vivían en la capital municipal homónima y el resto repartidos en diez pedanías. El municipio se fundó en 2016 mediante la fusión de los hasta entonces consejos rurales de Borsuký, Vorshchivka, Velyki Kúskivtsi y Perédmirka. Además de estos cuatro pueblos, pertenecen al actual municipio otros siete: Malá Snihurivka, Máneve, Napádivka, Pishchátyntsi, Synivtsí, Snihurivka y Cháichyntsi.
Se conoce la existencia del pueblo desde 1453, cuando se menciona en documentos como una propiedad de la familia noble Zbaraski. Su principal monumento es la iglesia de San Nicolás, construida en 1892. Hasta la fundación del actual municipio en 2016, Borsuký era la sede de un pequeño consejo rural en el raión de Lanivtsi, que únicamente incluía como pedanías a Napádivka y Synivtsí.
Se ubica a orillas del río Horýn, en la periferia occidental de Lánivtsi, en la salida de la carretera T2009 que lleva a Víshnivets.